# Mijndert van der Thijnen
Mijndert van der Thijnen (Groningen – Coevorden, 17 februari 1707) was een koster en schoolmeester die in het rampjaar 1672 een cruciale rol speelde bij het ontzet van de stad Coevorden.

## Levensloop
Van der Thijnen was afkomstig uit Groningen. Hij kreeg in 1670 van het stadsbestuur en het kerkbestuur van Coevorden zijn ‘beroepinge‘ (akte van benoeming) als schoolmeester en koster. Coevorden werd in 1672 belegerd door Munsterse troepen onder leiding van Fürst Bisschoff Bernhard von Galen van Münster. De stad gaf zich op 11 juli 1672 over. In de in 1647 in gebruik genomen hervormde kerk werd de rooms-katholieke eredienst weer ingevoerd en de beide predikanten moesten de stad verlaten. Schoolmeester/koster Mijndert van der Thijnen werd uit zijn beide betrekkingen ontslagen, maar mocht wel in zijn huis blijven wonen.
Het leger van de bisschop rukte op naar het noorden en begon op 24 juli de belegering van de stad Groningen. Daar wist de generaal van het Staatse leger Carl von Rabenhaupt ondanks zware Munsterse bombardementen en voortdurende aanvallen de stad te behouden. Op 28 augustus moest de bisschop van Munster het beleg opgeven. Toen hij dit bericht vernam, besloot Mijndert van der Thijnen met vrouw en dochter naar Groningen te gaan met een plan om Coevorden bij verrassing te hernemen. Hij legde zijn plan aan generaal Von Rabenhaupt voor. Als in de komende winter de Coevorder vestinggrachten bevroren waren, zouden de elke dag open gehouden bijten met meegevoerde ‘biezen bruggen‘ gemakkelijk gepasseerd kunnen worden, zeker als de aanval bij verrassing zou komen.
Op 27 december 1672 vertrok het ontzettingsleger met een afdeling ruiterij onder bevel van de overste Van Eybergen en met de op de wagen geladen bruggen naar het zuiden. Op 30 december, ‘s morgens om acht uur, vond de aanval van drie zijden plaats. Bij dichte mist werd over de bevroren stadsgracht een biezen brugconstructie gelegd en binnen een uur vluchtte de vijandelijke bezetting. Na een kort vuurgevecht werden de grachten en de vestingwal overgestoken en werd het kasteel ingenomen. De hoofdwacht werd bezet en de Friese poort geopend, waarna de ruiterij naar binnen galoppeerde. Coevorden was ontzet en de overwinning maakte grote indruk.
Van der Thijnen kreeg een heldenstatus. Later werd hij burgemeester van Coevorden en ouderling in de kerk, waar hij eens koster geweest was. Hij stierf op 17 februari 1707 en werd in ‘zijn‘ kerk, de NH Kerk van Coevorden, begraven.
De gebeurtenissen die leidden tot de herovering van de vesting Coevorden op 30 december 1672 heeft Mijndert van der Thijnen beschreven in een ‘Memoriaal‘ (gedenkschrift).

## Toneelstuk
In het herdenkingsjaar 1872 schreef Alexander Lodewijk Lesturgeon een toneelstuk gebaseerd op de historische daden van Van der Thijnen: "Meindert van der Thijnen of: De verrassing van Koevorden in 1672, historisch-dramatische schets in drie bedrijven." Het werk geldt als een belangrijk bijdrage aan de Drentse toneelliteratuur.

## Monument
Bij de viering van het 250-jarig ontzet van Coevorden in 1922 werd het plan opgevat een monument ter ere van Mijndert van der Thijnen op te richten. Op 6 juni 1924 legde Koningin Wilhelmina hiervoor bij een gipsen ontwerp van de beeldhouwer August Falise de eerste steen. Een jaar later, op 2 september 1925, onthulde de toenmalige Commissaris van de Koningin mr. Jan Tijmens Linthorst Homan het monument. Het monument dat te vinden is in het Van Heutszpark, beeldt Mijndert van der Thijnen uit, terwijl hij de brug repareert, met naast hem de naar het kasteel wijzende overste Eybergen. Het monument bevat de volgende tekst uit Van der Thijnen’s memoriaal:
‘Al soo is deeze overwinninge ons van den Hemel gegeven, daarvoor Godt alleen de eere moet hebben, en seggende, het is van den Heere also geschied, en het is een wonder in onse ogen.’